# Saint-Étienne-d'Albagnan
Saint-Étienne-d'Albagnan là một xã thuộc tỉnh Hérault trong vùng Occitanie phía nam nước Pháp.